# アラン・ボール (アメリカンフットボール)
アラン・ボール（Alan Ball 1985年3月29日- ）は、ミシガン州デトロイト出身のアメリカンフットボール選手。現在NFLのジャクソンビル・ジャガーズに所属している。ポジションはディフェンシブバック。

## 経歴
イリノイ大学から2007年のNFLドラフト7巡でダラス・カウボーイズに指名された。2007年、2008年は主にスペシャルチームでプレーした。
2009年はおよそ300スナップに出場、3試合で先発出場した。
2010年はフリーセイフティとして16試合に先発出場し、2インターセプトをあげた。しかし、プロフットボールフォーカスより、同年プレーしたセイフティ85人中、パスカバーで84位と評価されたように、ヴィンス・ヤング、デビッド・ギャラード、ドリュー・ブリーズ、マイケル・ヴィックらに、マイク・ジェンキンスとともに守るフィールド中央のディープゾーンを徹底的に狙われた。
2011年8月27日のミネソタ・バイキングスとのプレシーズンゲームでは、味方がFGブロックしたボールをリターンTDした。この年の先発出場は2試合にとどまった。
カウボーイズでは18試合に先発出場した。
2012年6月2日、カウボーイズ時代のヘッドコーチ、ウェイド・フィリップスがディフェンスコーディネーターのヒューストン・テキサンズと契約を結んだ。この年11試合に出場、1試合でコーナーバックとして先発出場した。
2013年3月15日、ジャクソンビル・ジャガーズと契約した。